# Богориди, Александр
Алеко-паша, Александр Богоридес или Вогоридес, или Богоров (1825—1910) — политический деятель из огречившегося знатного болгарского рода Богоровых, издавна занимавшего видное положение в рядах церковной и светской бюрократии турецкой империи.

## Биография
Сын генерал-губернатора острова Самоса, Стефана Вогориде, получил европейское образование.
Был турецким посланником в Вене (1876—1877), навлек подозрения Порты своими сношениями с австро-венгерским правительством; вызванный для объяснений, Алеко-паша эмигрировал из Вены в Париж.
После русско-турецкой войны (1877—1878), Алеко-паша, благодаря покровительству русского канцлера князя Горчакова и поддержке австро-венгерского правительства, был назначен генерал-губернатором автономной Восточной Румелии (1879—1884).
По истечении своих полномочий, Алеко-паша под давлением недовольной им русской дипломатии лишился своего поста. После отречения Александра Баттенбергского тщетно хлопотал в пользу своей кандидатуры на болгарский престол.